# Lucy-sur-Yonne
Lucy-sur-Yonne é uma comuna francesa na região administrativa de Borgonha-Franco-Condado, no departamento de Yonne. Estende-se por uma área de 8,1 km². Em 2010 a comuna tinha 129 habitantes (densidade: 15,9 hab./km²).